# Stein am Rhein
Stein am Rhein (im Ortsdialekt Staa, früher latinisiert Lithopolis oder Gaunodurum) ist eine politische Gemeinde im oberen Kantonsteil des Schweizer Kantons Schaffhausen. Stein am Rhein ist vor allem wegen des gut erhaltenen Altstadtkerns bekannt und deswegen touristisch sehr beliebt.

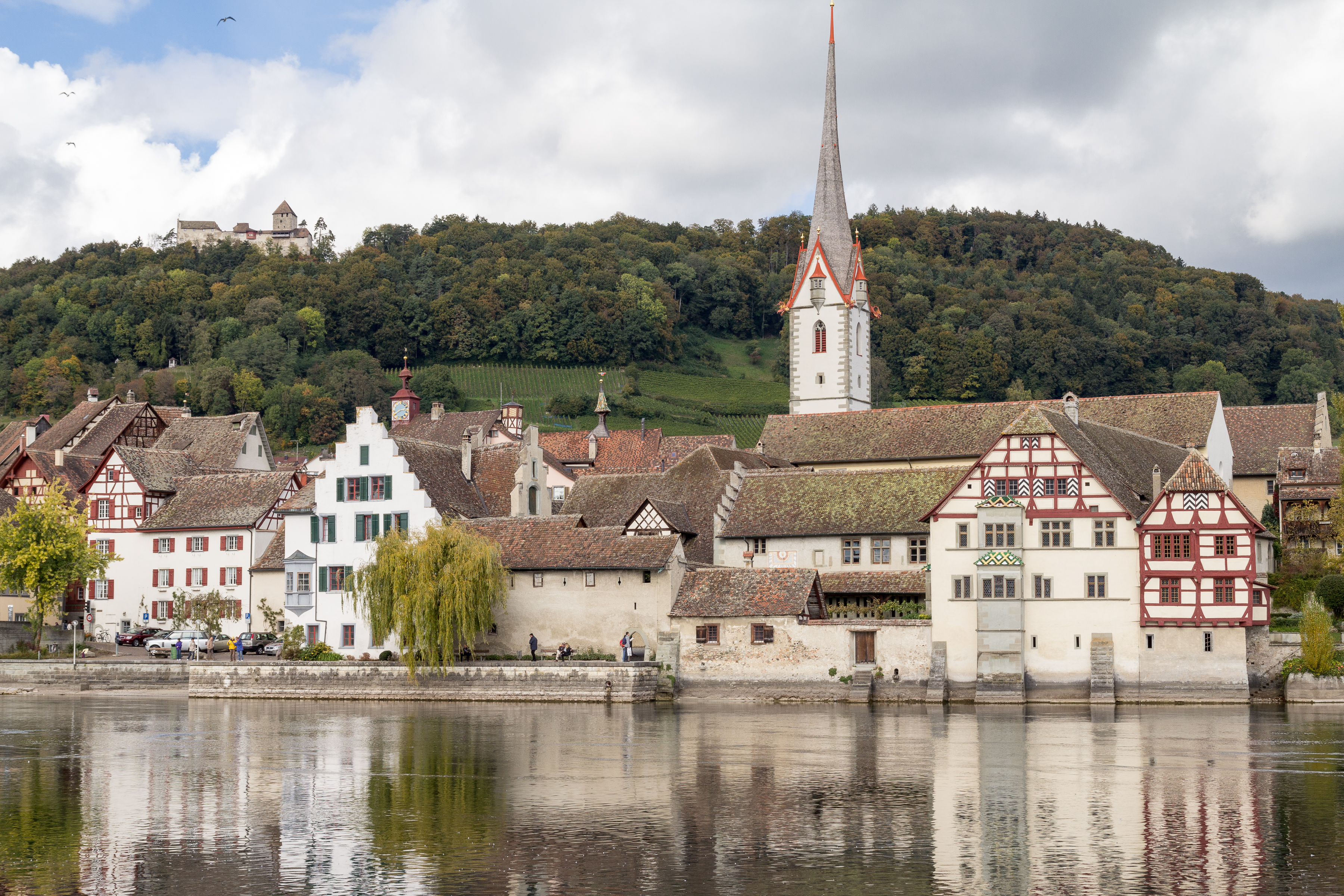
Stein am Rhein mit Kloster St. Georgen und Burg Hohenklingen

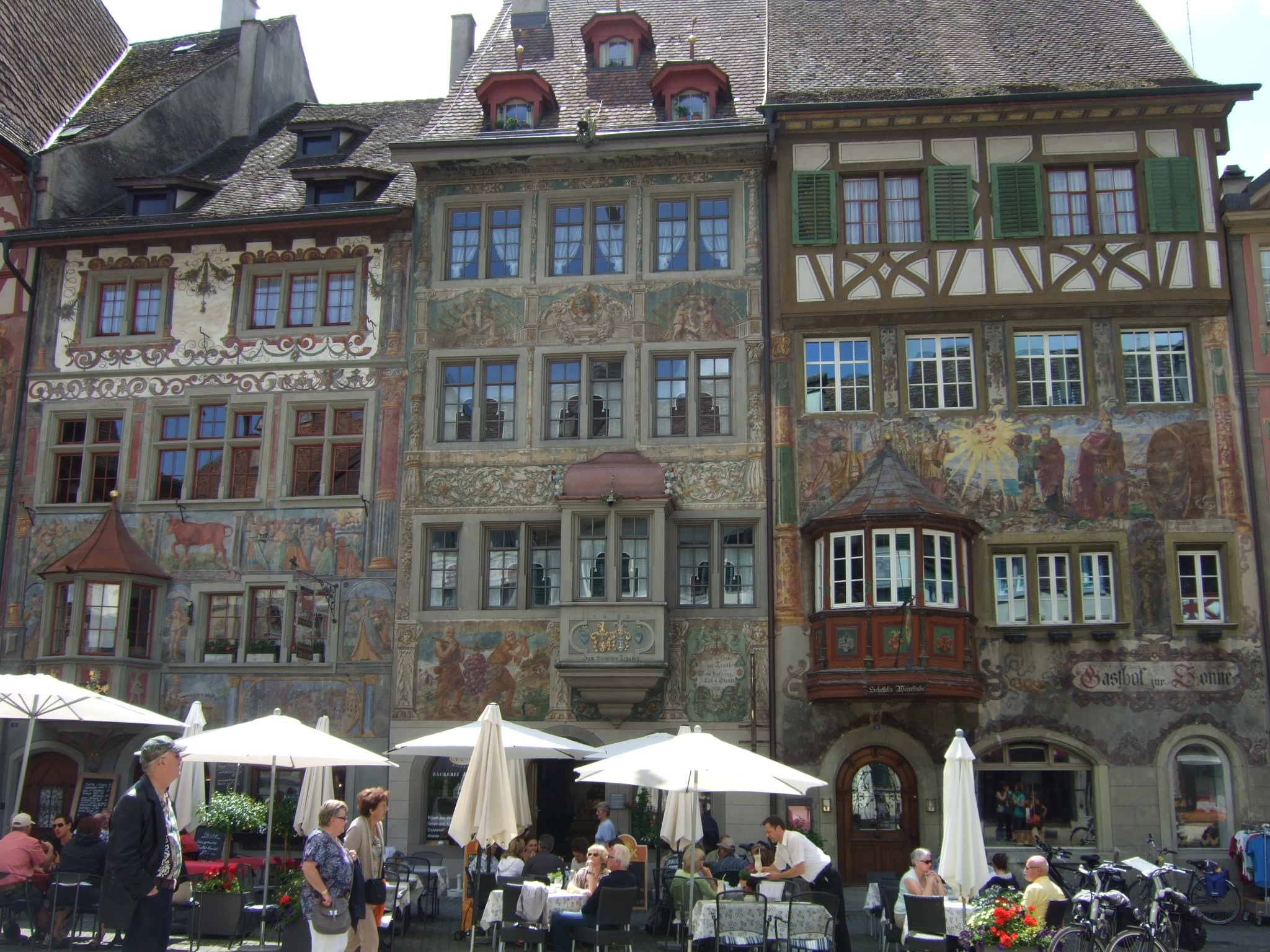
Altstadt

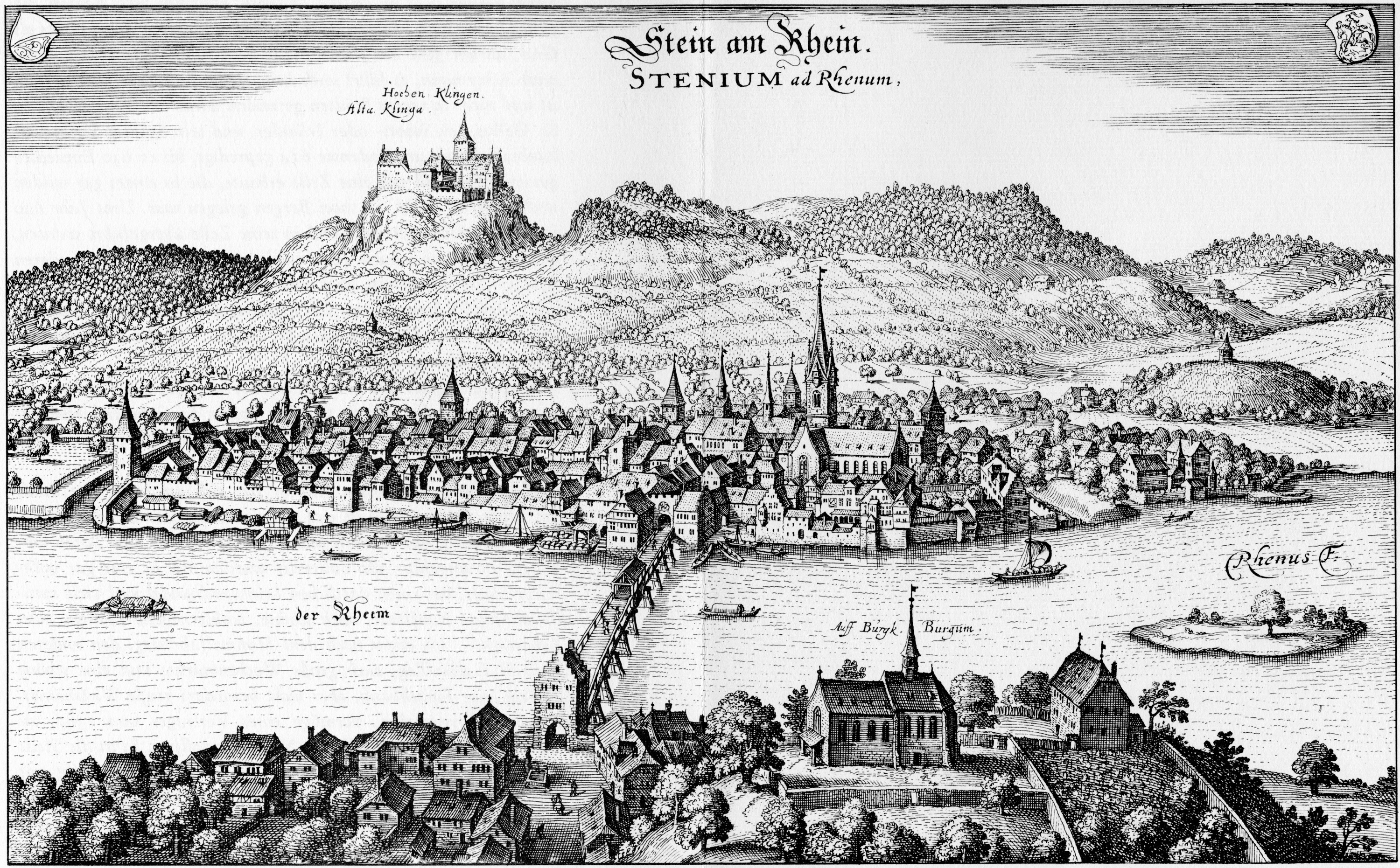
Stein am Rhein mit der Burg Hohenklingen auf einem Stich von Matthäus Merian, 1642. Im Vordergrund die Rheinbrücke und der Friedhof mit den Ruinen des römischen Kastells.

## Geographie

### Lage
Die Stadt liegt grösstenteils nördlich beziehungsweise am rechten Ufer des Hochrheins auf etwa 400 m ü. M., wo der Rhein seinen Auslauf aus dem Bodensee nimmt. Als einzige Gemeinde des Kantons Schaffhausen verfügt Stein am Rhein über einen Zugang zum Bodensee und mit einem Brückenkopf über eine namhafte Fläche südlich des Rheins. Die östliche und nordöstliche Gemeindegrenze ist zugleich die Grenze zwischen Deutschland und der Schweiz.

### Stadtteile
Es gibt zwei Stadtteile in Stein am Rhein: «Stein am Rhein» und «Stein am Rhein vor der Brugg». Nördlich des Rheins liegen die Altstadt, die Schule, das Kloster, die Burg Hohenklingen sowie die Wohnquartiere Oberdörfli, im Boll, Niederfeld und Klingenried. Im südlich des Rheins gelegenen Teil «Stein am Rhein vor der Brugg» liegen der Bahnhof, der grössere Teil des Industriegebiets, in dem auch die Einkaufszentren von Coop und Migros stehen, sowie die Wohnquartiere Espi, Burg, Burgacker, Degerfeld, Köhlerweid und das Bahnhofsviertel inklusive Bahn- und Bushof. Als Kuriosum wirkt sich die Stadtteilzugehörigkeit auch auf den Steuertarif aus (reformierte Kirchensteuer).

## Geschichte

Fotografie des Rathauses und des Rathausplatzes von 1908

Historisches Luftbild von Walter Mittelholzer von 1919

Archäologische Funde sowie eine fragmentarisch erhaltene Bauinschrift belegen, dass auf dem heutigen Stadtgebiet in der Spätantike eine römische Grenzfestung (etwa 90 × 90 Meter) namens Tasgetium lag, die eine Rheinbrücke kontrollierte und mit limitanei besetzt war. Eine gleichnamige Siedlung bestand bereits seit dem 1. Jahrhundert, die Festung wurde aber erst um 300 n. Chr. unter Kaiser Diokletian errichtet und lag links des Rheins. Überreste der südlichen Aussenmauer bilden heute die Begrenzung eines Friedhofs und sind gut sichtbar. Noch Anfang des 5. Jahrhunderts wurden weitere Arbeiten an dem Kastell ausgeführt. Rechts des Flusses lag ein kleinerer Brückenkopf, und bei Grabungen wurde um 1900 ein spätrömischer Friedhof entdeckt. Besonders reiche Glasbeigaben wurden in Gräbern gefunden. Eine gewisse Siedlungskontinuität in das Mittelalter hinein lässt sich nachweisen; so wurden mehrere mittelalterliche Gebäude auf den Fundamenten römischer Bauten errichtet. Der römische Name des Ortes geriet aber in Vergessenheit.
Die älteste erhaltene Urkunde mit dem Namen Stein am Rhein datiert von 1267. Grund- und Marktherr der Stadt war damals das Kloster St. Georgen. Durch den Abt wurde zur Verwaltung der Niederen Gerichtsbarkeit ein Schultheiss ernannt, zu dem sich ein Stadtrat entwickelte. Die Reichsvogtei, das heisst die Hohe Gerichtsbarkeit und das Mannschaftsrecht, gehörte zuerst den Herzögen von Zähringen, dann den Kastvögten des Klosters St. Georgen, den Freiherren von Hohenklingen, schliesslich der Familie Klingenberg.
Das älteste Stadtrecht Steins stammt aus dem Jahr 1385. Am 22. Januar 1457 gelang es den Stadtbehörden, die Vogteirechte von den Klingenberg zu erwerben und so den Status der Reichsfreiheit zu erlangen. 1459 verbündete sich Stein mit Zürich und Schaffhausen, um sich vor Übergriffen der Habsburger zu schützen. 1468 gab sich die Stadtgemeinde eine Verfassung mit Bürgermeister, Räten, Reichsvogt (Hohes Gericht) und Schultheissen (Niederes Gericht). Die Zünfte hatten keine direkte politische Mitsprache. Stein erwarb bis ins 16. Jahrhundert im Umland ein kleines Untertanengebiet; bestehend aus Hemishofen, Ramsen mit Wiesholz, Wilen, Karolihof und Bibern, Wagenhausen mit Bleuelhausen und Reichlingen.
Am 29. September 1484 begab sich Stein aus finanziellen und politischen Gründen unter die Schutzherrschaft Zürichs und kam so zur Eidgenossenschaft. Es gelang der Stadt infolgedessen nicht, die Schirmherrschaft über das Kloster St. Georgen zu erwerben, da Zürich ihr zuvorkam. Nach der Aufhebung des Stifts in der Reformation baute Zürich als Rechtsnachfolger des Klosters schrittweise seine Landesherrschaft über Stein auf.
Im Jahre 1512 erhielt die Stadt von Papst Julius II. eigens einen wertvollen «Juliusbanner» für die 1508–1510 im «Grossen Pavier Feldzug» geleisteten Dienste zur Vertreibung der Franzosen.
Die Zugehörigkeit zu Zürich endete in der Helvetik, als Stein im Mai 1798 an Schaffhausen angeschlossen wurde. Zwar versuchte Stein 1802 wieder zu Zürich zurückzukehren, musste aber schliesslich mit der Inkraftsetzung der Mediationsverfassung 1803 seine Zugehörigkeit zu Schaffhausen akzeptieren.
Im Mittelalter und der Frühen Neuzeit kam Stein vor allem eine strategische Bedeutung zu, da es über eine der wenigen Brücken über den Rhein verfügte. Im Schwabenkrieg wurde Stein für die Eidgenossen zu einem Einfallstor in den Hegau. Während des Dreissigjährigen Krieges wollte der schwedische General Gustaf Horn die Stadt Konstanz besetzen, was von der Schweizer Seite her leichter zu bewerkstelligen war. Als Horn versprach, bei einem Durchmarsch Stein am Rhein nicht zu schädigen, gewährte ihm die Brückenwache unter dem Schwyzer Kommandanten Martin Aufdermauer in der Nacht vom 7. auf den 8. September 1633 den Durchmarsch. Die Konsequenzen musste später Kilian Kesselring tragen. Im März 1784 schwelte ein Streit zwischen dem Steiner Stadtrat und dem Stadtstaat Zürich, zu dem Stein am Rhein noch gehörte, um einen Sammelplatz für geworbene Rekruten der preussischen Armee. Das Städtchen Stein am Rhein wurde von drei Zürcher Kompanien besetzt. Im «Steiner Krieg» fiel kein einziger Schuss. Die spätmittelalterliche Rheinbrücke wurde bei Kämpfen zwischen Russen und Franzosen während der Franzosenzeit zerstört.
Am 22. Februar 1945 um 12:35 Uhr wurden durch einen irrtümlichen amerikanischen Bombenabwurf neun Menschen (darunter fünf Kinder) getötet. Im westlichen Stadtteil wurden sechs Häuser zerstört, 28 teilweise schwer beschädigt. Durch einen Navigationsfehler wurde die Stadt Kitzingen bei Würzburg, rund 250 km nördlich, verfehlt. Die Bomben mussten jedoch trotzdem abgeworfen werden, da sonst die Flugzeuge über vermeintlich feindlichem Gebiet hätten landen müssen. Die überlebenden Opfer wurden später von der amerikanischen Regierung entschädigt.
Bis Juli 1999 war Stein am Rhein Hauptort des gleichnamigen Bezirks.

## Politik

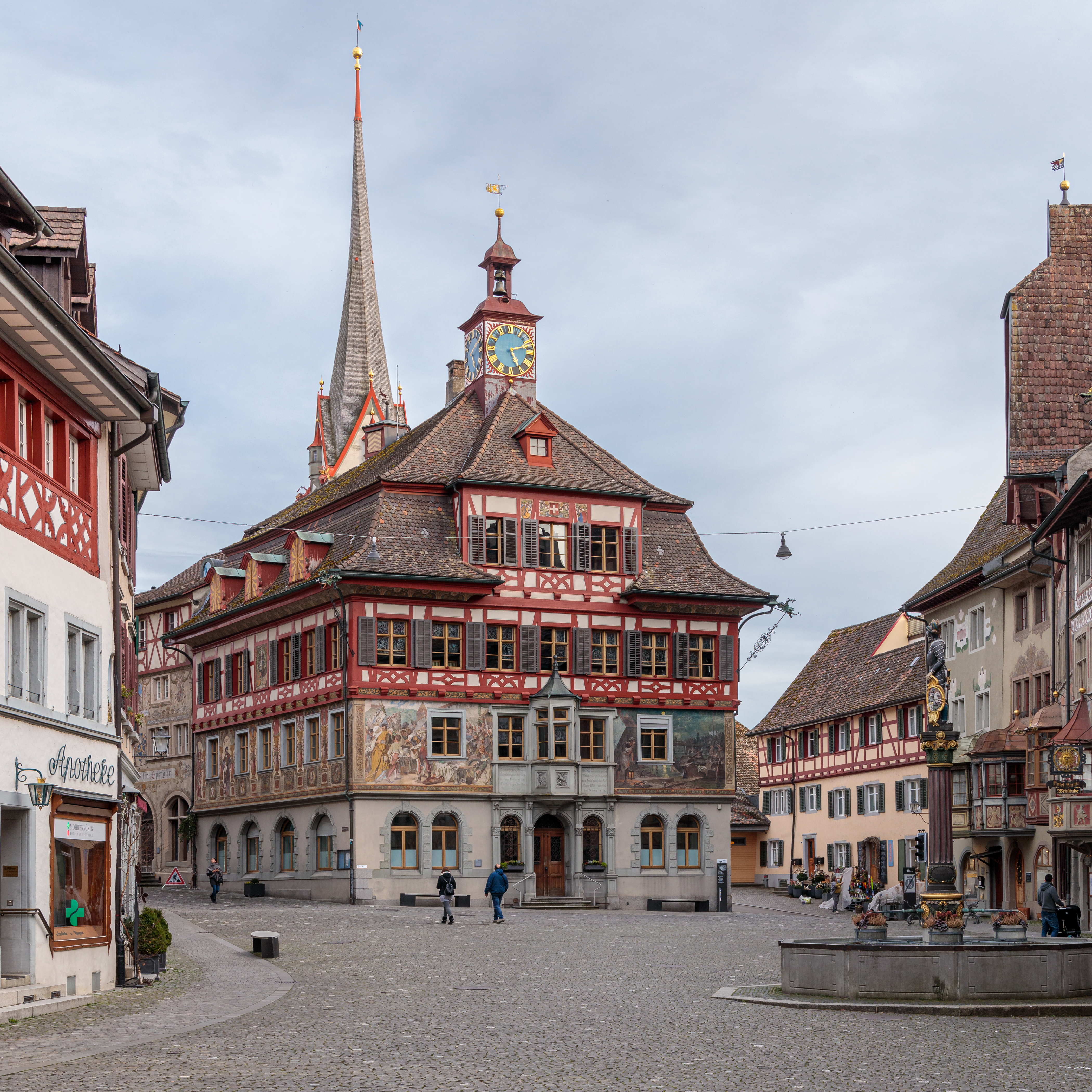
Rathausplatz und Rathaus

Die Stadt besitzt eine Regierung, den Stadtrat, sowie ein Parlament, den Einwohnerrat.
Von 2012 bis 2016 war Claudia Pia Eimer (damals parteilos, danach SP) Stadtpräsidentin.
Der nebenamtliche, fünfköpfige Stadtrat setzt sich derzeit (Stand: Januar 2025) aus folgenden Personen zusammen:
| Name                  | Partei    | Referat                                                             |
| --------------------- | --------- | ------------------------------------------------------------------- |
| Corinne Ullmann       | SVP       | Stadtpräsidentin; Präsidiales, Soziales und Erbschaft, Stadtpolizei |
| Ulrich Böhni          | glp       | Vizepräsident; Hochbau, Immobilien und Kultur                       |
| Irene Gruhler Heinzer | SP        | Werke, Tiefbau, Forst und Sicherheit                                |
| Carla Rossi           | parteilos | Gesellschaft und Schule                                             |
| Roman Suter           | FDP       | Finanzen                                                            |
| Timo Bär              |           | Stadtschreiber                                                      |

Der Steiner Einwohnerrat ist das Parlament der Einwohnergemeinde Stein am Rhein und wird im Majorzverfahren gewählt. Die Legislatur dauert jeweils vier Jahre. Der Rat umfasst 15 Sitze. Folgende Parteien sind im Rat vertreten (Werte mit Schrägstrichen geben Veränderungen im Verlauf der Legislatur wieder):
| \| Partei \| 2013–16 \| 2017–20[14] \| 2021–24[15] \| 2025–28[13] \| \| -------------------------- \| ------- \| ----------- \| ----------- \| ----------- \| \| Sozialdemokratische Partei \| 6 \| 4 \| 3/4 \| 2 \| \| Schweizerische Volkspartei \| 2 \| 3/2 \| 3 \| 3 \| \| FDP.Die Liberalen \| 3 \| 2 \| 2 \| 2 \| \| Pro Stein \| 2 \| 1 \| 2 \| 4 \| \| Grünliberale Partei \| 0 \| 0/1 \| 1/2 \| 1 \| \| Alternative Liste \| 0 \| 0 \| 1/0 \| 0 \| \| Freie Liste \| 1 \| 0 \| 0 \| 0 \| \| parteilos \| 1 \| 5 \| 3/2 \| 3 \| \| Gesamt \| 15 \| 15 \| 15 \| 15 \| | Insgesamt 15 Sitze - SP: 2 - GLP: 1 - Pro Stein: 4 - parteilos: 3 - FDP: 2 - SVP: 3 |         |         |         |
| Partei | 2013–16                                                                             | 2017–20 | 2021–24 | 2025–28 |
| Sozialdemokratische Partei | 6                                                                                   | 4       | 3/4     | 2       |
| Schweizerische Volkspartei | 2                                                                                   | 3/2     | 3       | 3       |
| FDP.Die Liberalen | 3                                                                                   | 2       | 2       | 2       |
| Pro Stein | 2                                                                                   | 1       | 2       | 4       |
| Grünliberale Partei | 0                                                                                   | 0/1     | 1/2     | 1       |
| Alternative Liste | 0                                                                                   | 0       | 1/0     | 0       |
| Freie Liste | 1                                                                                   | 0       | 0       | 0       |
| parteilos | 1                                                                                   | 5       | 3/2     | 3       |
| Gesamt | 15                                                                                  | 15      | 15      | 15      |

## Wappen

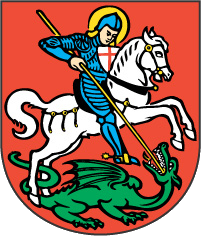
Wappen bis 2003

Wappen ab 2003

### Blasonierung und Bedeutung
Blasonierung: In Rot der blau gerüstete St. Georg mit gelbem Nimbus und Kreuzschild auf weissem Pferd, den grünen Drachen tötend.
Der heilige St. Georg ist der Schutzpatron von Stein am Rhein. Auf dem Wappen ist er im Kampf mit einem Drachen zu sehen. Die Kirche des Benediktinerklosters in Stein am Rhein ist dem heiligen Georg geweiht. 1295 findet man ihn das erste Mal auf dem Siegel des Kapitels, stehend in der rechten Hand die Kampfesfahne und die Linke auf den Kreuzschild gelegt. Das Siegel des Konvents zeigt in einem Siegel aus der gleichen Zeit den reitenden Georg als Drachentöter. Die Stadt übernahm dieses Bild für ihr Siegel, das sich bis 1327 zurückverfolgen lässt. Im Laufe der nächsten Jahrhunderte blieb dieses Bild bestehen und machte nur leichte Veränderungen durch. Tötet Georg den Drachen in den ältesten Darstellungen mit dem Speer vom Pferd herab, so tut er dies zwischenzeitlich mit dem Schwert oder ohne Pferd. Da das Wappen nur geringfügigen Veränderungen unterworfen war, musste bei der Bereinigung 1951 nur die Tinktur abschliessend festgelegt werden. Als Vorlage für das Wappen diente die älteste überlieferte Darstellung des reitenden St. Georg, der den Lindwurm mit einem Speer durchstösst.

### Änderung des Wappens
Der Stadtrat von Stein am Rhein traf am 19. Februar 2003 den Grundsatzbeschluss, dass dem Gutachten der «Stiftung Schweizer Wappen und Fahnen» vom 12. Januar 2003 Folge zu leisten ist. Das Gutachten besagt, dass beim Wappen bekanntlich nur eine Seite zu betrachten ist und Figuren in der Regel immer nach heraldisch rechts schauen. Die Linksstellung ist nicht verboten, muss aber in der Blasonierung erwähnt werden. Da dies jedoch nie der Fall war, wurde die Änderung des Wappens (nur eine horizontale Spiegelung des alten Wappens) sowie auch der Fahnen und Flaggen beschlossen.

## Verkehr

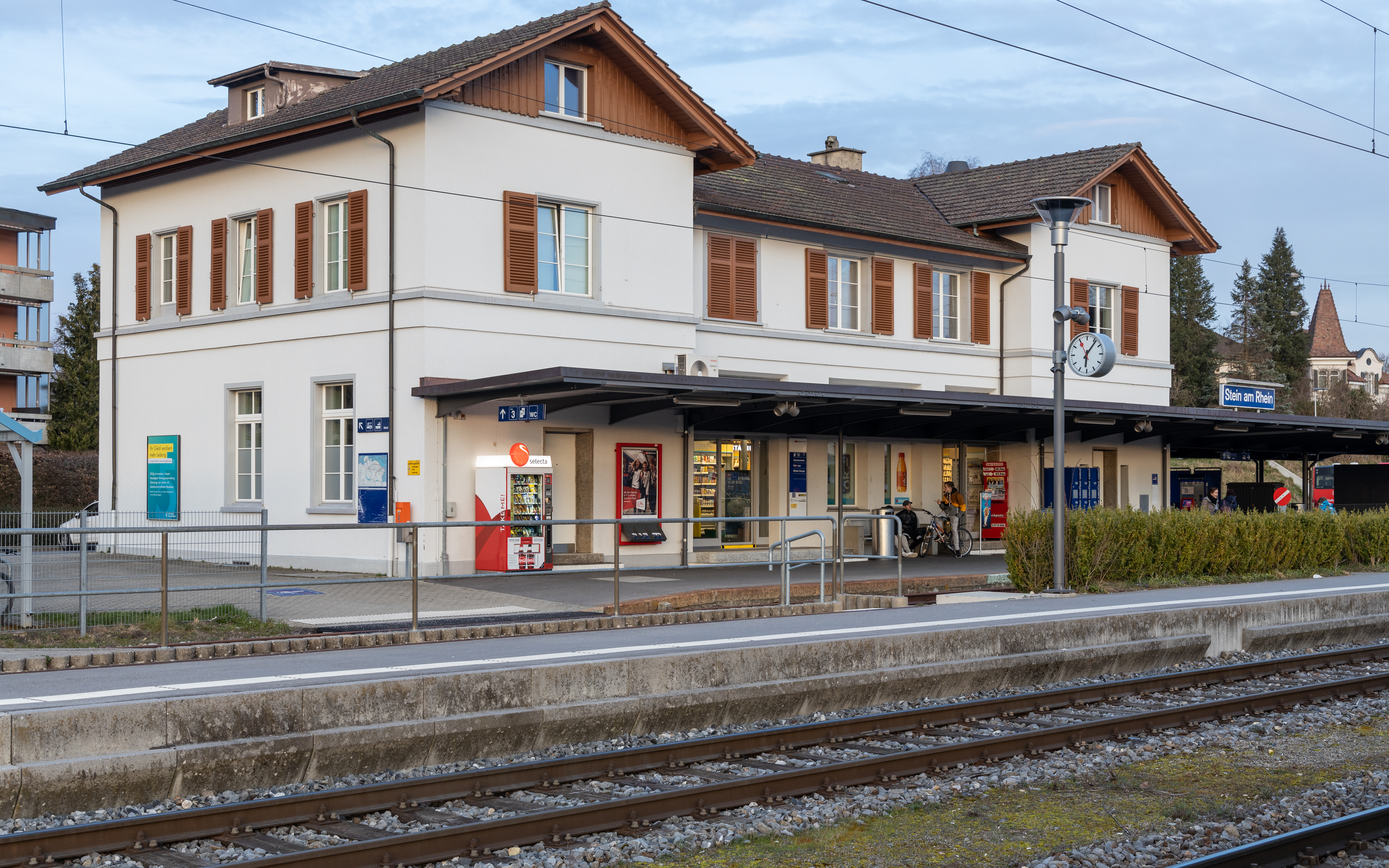
Bahnhofsgebäude (2020)

Der Bahnhof liegt auf linksrheinischem Gebiet und ist der einzige Bahnhof des Kantons Schaffhausen südlich des Rheins. Verbindungen gibt es nach Schaffhausen, Winterthur und entlang des Bodensees über die Seelinie bis nach Romanshorn und weiter nach Rorschach und St. Gallen. Das Bahnstreckennetz wird von der Thurbo AG betrieben.
Stein am Rhein ist Endstation der Buslinien Frauenfeld – Stein am Rhein – Wagenhausen – Stein am Rhein, Stein am Rhein – Ramsen – Rielasingen – Singen und Stein am Rhein – Höri – Radolfzell. Die Schwerbehindertenfreifahrt wird auf bestimmten Linien im Verkehr mit Deutschland anerkannt.
Zwischen April und Oktober wird Stein am Rhein mehrmals täglich durch die Kursschiffe der Schweizerischen Schifffahrtsgesellschaft Untersee und Rhein (URh) angelaufen.

## Kultur

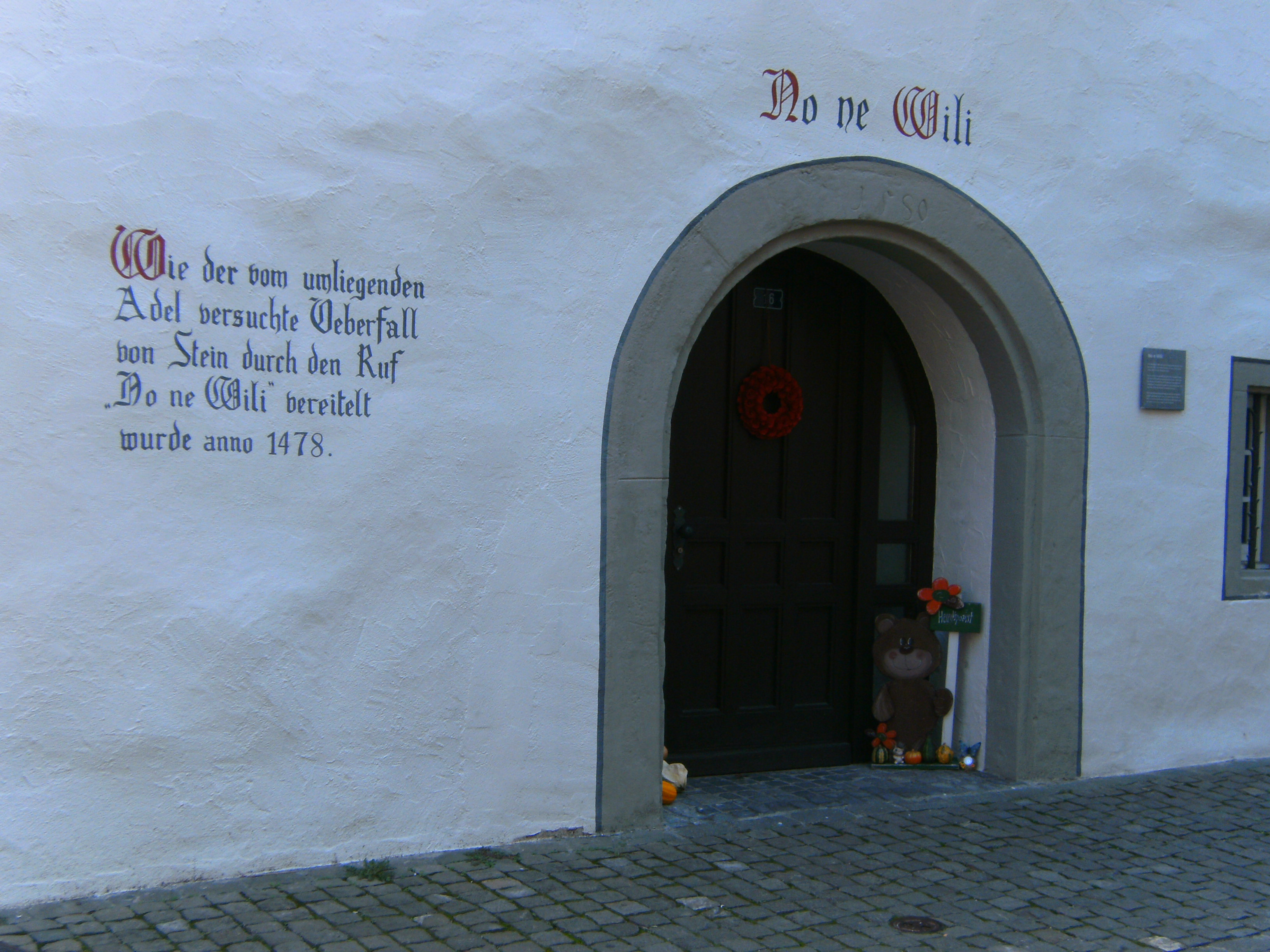
Stein am Rhein, Bärengass 6: Haus No e Wili

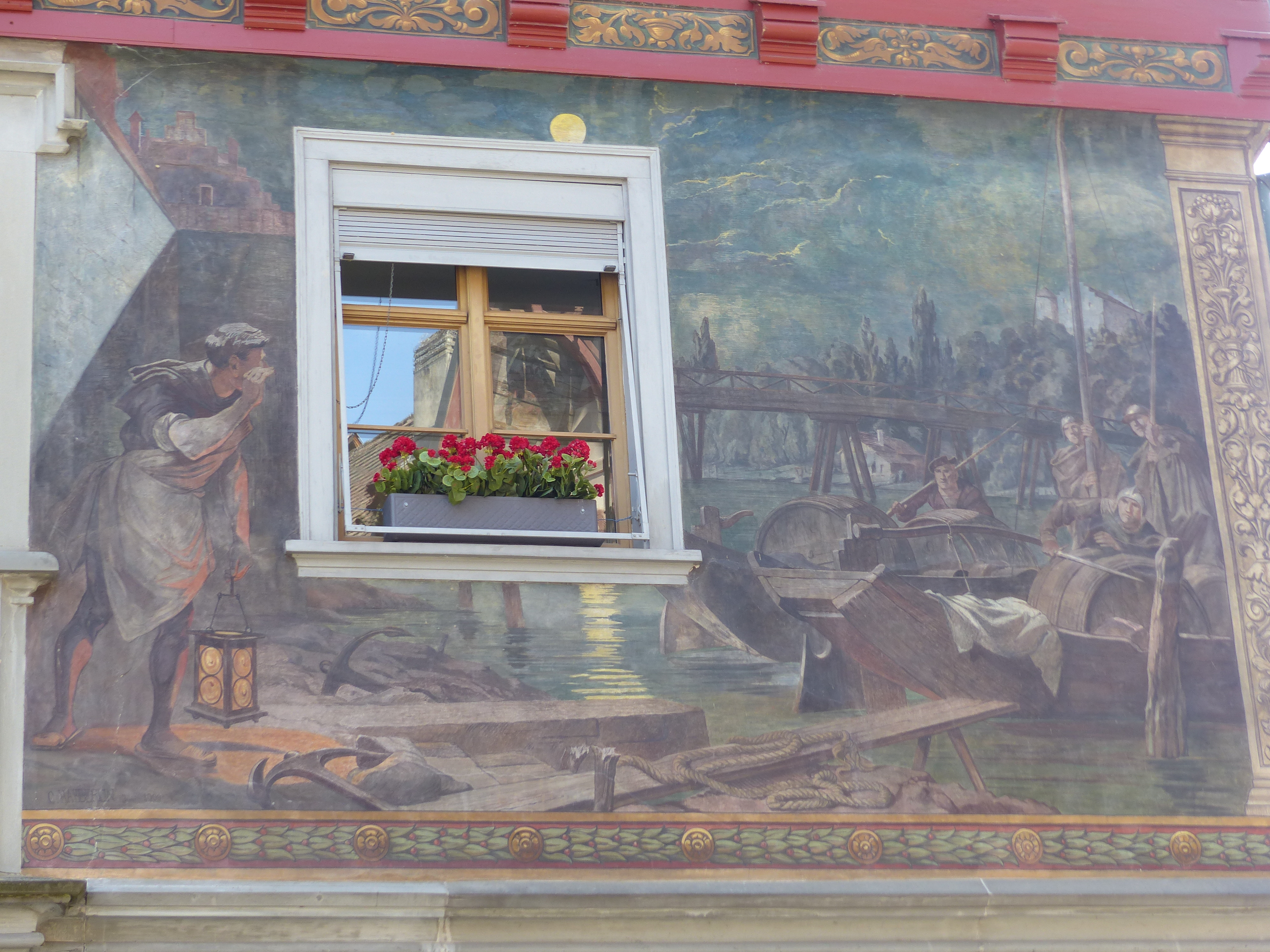
«No e Wili»: Darstellung der 1478 erfolgten Rettung von Stein auf der Westfassade des Rathauses

In unregelmässigen Abständen wird durch den «No-e-Wili-Verein» in Stein am Rhein das Freiluftschauspiel No e Wili über die Errettung von Stein am Rhein aufgeführt.
Das NordArt-Theaterfestival findet seit 2008 jährlich statt.
Das Museum Lindwurm befindet sich in der Altstadt von Stein am Rhein. Auf über 1500 m² zeigt das Museum bürgerliches Wohnen in Verbindung mit landwirtschaftlichem Arbeiten. Das Haus spiegelt die typische Lebensweise um 1850 in Stein am Rhein wider. 1995 wurde das Museum Lindwurm mit einem Sonderpreis als «Europäisches Museum des Jahres» ausgezeichnet.
Die Künstlerresidenz Chretzeturm in Stein am Rhein besteht seit 1999. Eingeladen werden jährlich vier internationale Künstlerinnen und Künstler aller Sparten zu Gastaufenthalten von drei Monaten.
In der Stadt existieren viele Vereine, welche breit gefächert sind wie die Stadtmusik Stein am Rhein, die Guggenmusik Staaner Schränzer sowie diverse Schützenvereine und Turnvereine.
Weiter liegt an der linksrheinischen Seite das Strandbad Espi.

## Tourismus

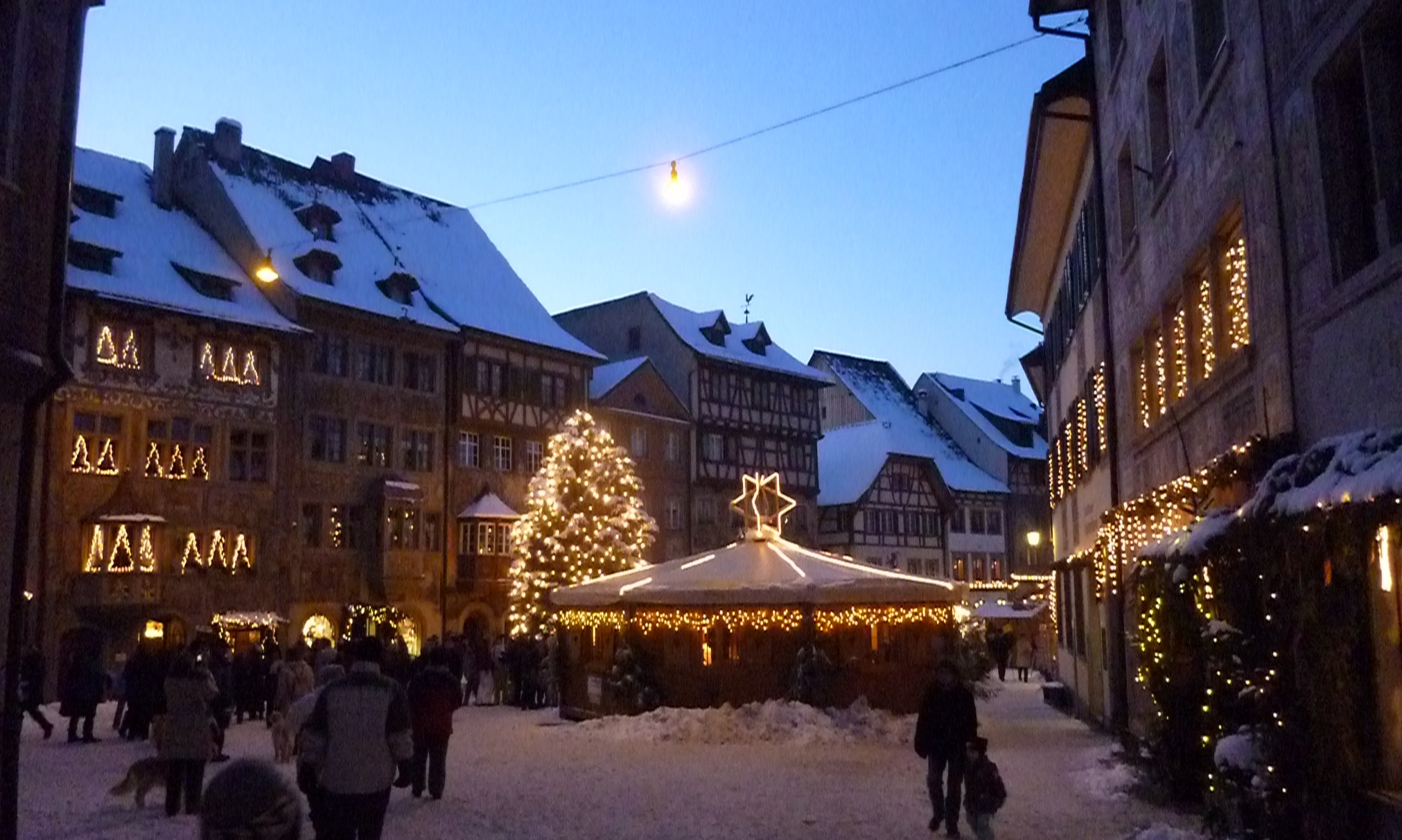
Weihnachts- und Mittelaltermarkt

Viele historische Bauten prägen das Bild – die bemalten Häuserfassaden, Fachwerkhäuser, Erker und kleine Gassen sind das touristische Potential dieser Stadt. 1972 erhielt die Gemeinde für die beispielhafte Pflege des Ortsbilds den ersten Wakkerpreis.
Seit dem Jahre 2000 gibt es in Stein am Rhein in der Vorweihnachtszeit einen Markt, welcher als Märlistadt bekannt ist. Dort wird die Altstadt weihnachtlich geschmückt und entlang des Märliwegs ein Märchen erzählt. Viele Stände – insbesondere mit lokalen Produkten – sowie ein Mittelalter- und ein Westernwochenende ergänzen das Angebot.

## Sehenswürdigkeiten

### Altstadt

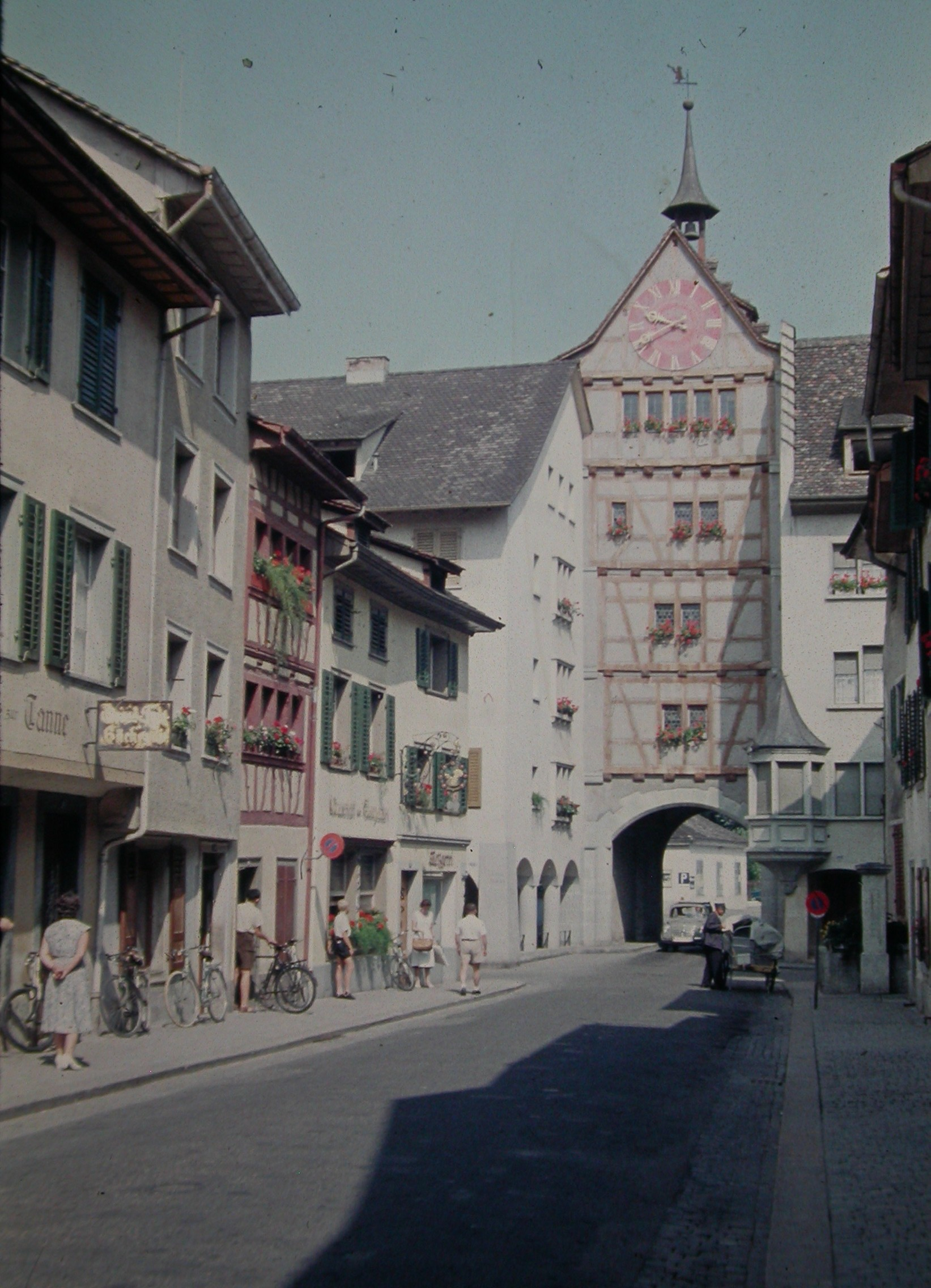
Unter-(Stadt)tor von Stein am Rhein

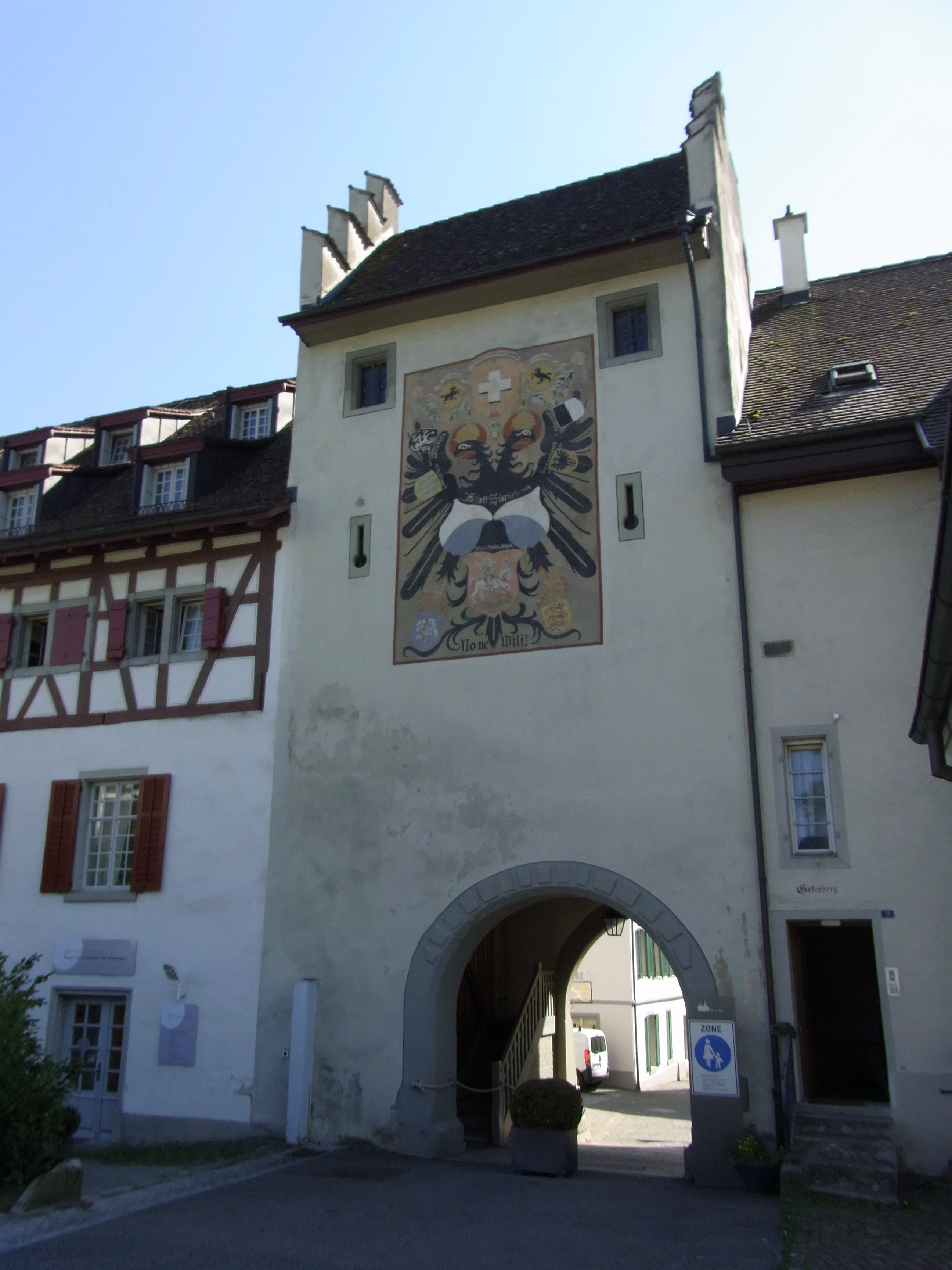
Obertor in Stein am Rhein

- Türme und Tore begrenzen die alte Stadt. Der Hexenturm an der Schiffsländi ist seit 1548 nachweisbar. Das Untertor an der Westseite der Altstadt wurde 1367 erstmals erwähnt und bewachte die Strasse zum Hegau, das Obertor an der Ostseite wird 1363 bezeugt.
- Die Fassadenmalereien sind recht unterschiedlichen Alters. Die älteste am Haus «Weisser Adler» stammt aus den Jahren 1520/1525, gilt als die früheste erhaltene Fassadenmalerei der Schweiz[28] und zeigt u. a. Motive aus dem Decamerone von Giovanni Boccaccio und aus den Gesta Romanorum, die meisten sind aber aus neuerer Zeit, vor allem aus dem 19. Jahrhundert.[29]
- Der besonders auffällige Mauerfries am Haus «Sonne» entstand dagegen erst im Jahr 1900[30] und zeigt die berühmte Episode aus der Antike, in welcher der Philosoph Diogenes zu Alexander dem Grossen sagt: Geh mir aus der Sonne.
- Das ehemalige Kloster St. Georgen ist heute ein Museum,[31] die Kirche (1989–1992 renoviert) wird als Stadtkirche von der reformierten Gemeinde genutzt.
- Das Bürgerasyl befindet sich im ehemaligen «Spital zum Heiligen Geist» aus dem 13. Jahrhundert in der Oberstadt. Nach Renovierung in den Jahren 1999 bis 2002 wird es als Stadtarchiv und Tourist-Information genutzt.[32]
- Das Museum Lindwurm befindet sich in einem mittelalterlichen Haus mit Empirefassade in der Altstadt von Stein am Rhein. Auf 1500 m² präsentiert das Museum Lindwurm bürgerliches Wohnen und landwirtschaftliches Arbeiten im 19. Jahrhundert.[33]
- Seit 2022 werden im Kulturhaus Obere Stube Ausstellungen zu historischen Themen und zeitgenössische Kunst präsentiert. Ergänzend zu den Ausstellungen findet ein vielfältiges Veranstaltungsprogramm statt.

### Ausserhalb der Altstadt und Vororte

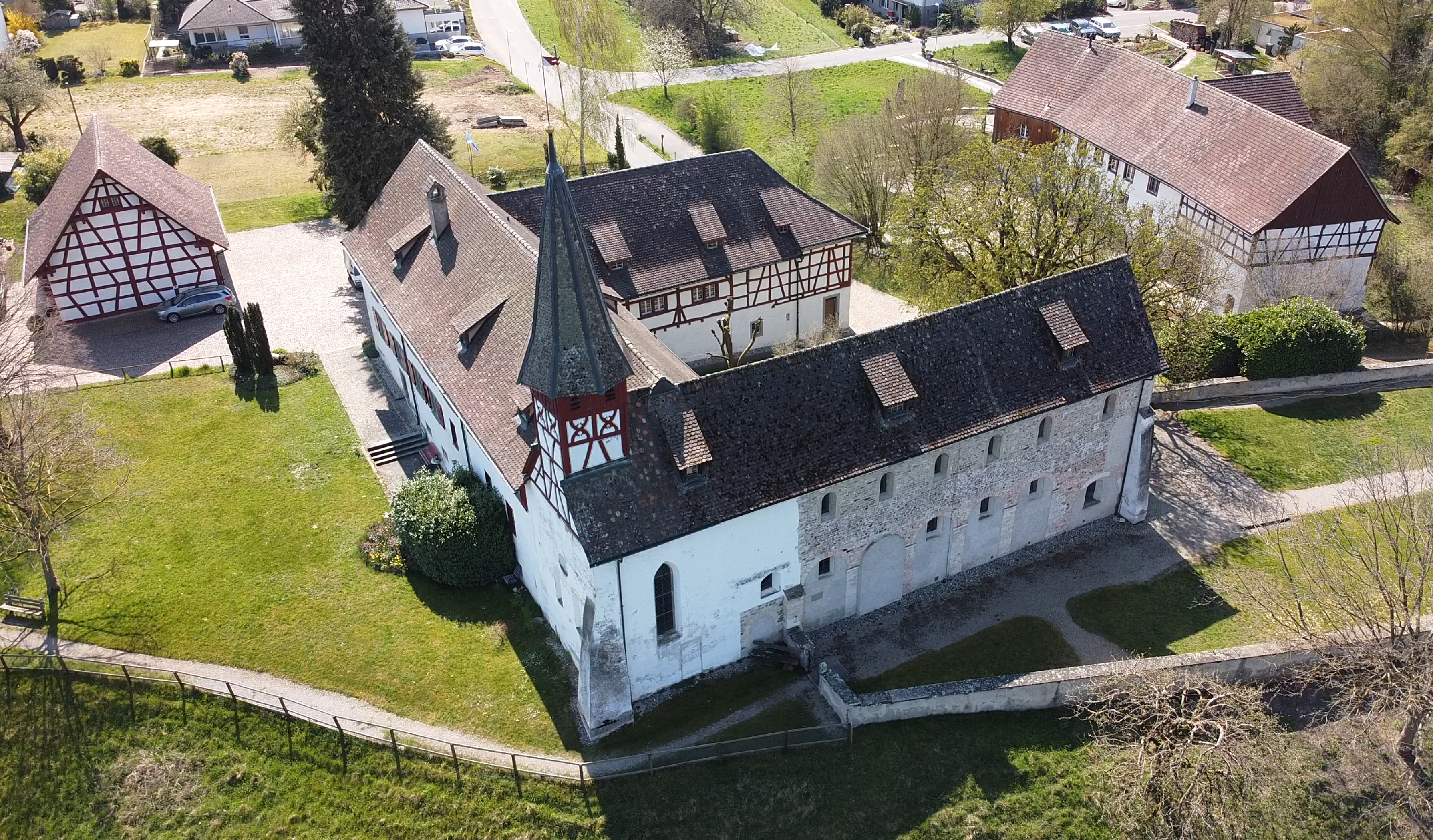
Propstei Wagenhausen (linksrheinisch)

- Reste des römischen Kastells Tasgetium im linksrheinischen Ortsteil Burg, darin die reformierte Johanneskirche.[34]
- Burg Hohenklingen, etwa 200 m über der Stadt
- Inselgruppe Werd – ein früher gewaltiger Gneisfelsen, welcher der Stadt ihren Namen gab (Gemeinde Eschenz)
- Propstei Wagenhausen, linksrheinisch (Gemeinde Wagenhausen)

## Naturschutz
Am unteren Ende des Untersees von Mammern bis Stein am Rhein (inklusive der rechtsseitigen Schweizer Grenze) liegt das «Wasser- und Zugvogelreservat Untersee und Rhein». Es ermöglicht unter anderem die Überwinterung von Schell-, Reiher- und Tafelenten.

## Persönlichkeiten
- Johannes Hospinianus (1515–1575), Philosoph
- Johann Rudolf Freiherr Schmid von Schwarzenhorn (1590–1667), Diplomat der Habsburger Monarchie
- Gotthard Heidegger (1666–1711), Theologe
- Johann Heinrich Meister (1700–1781), Theologe
- Johann Conrad Winz (1757–1828), Gerichtsschreiber, Plantagenleiter, Sklavenhändler und Politiker
- Johann Georg Fuog (1794–1865), Politiker
- Johann Georg Böschenstein (1804–1885), Politiker und Richter
- Rudolf Ulrich Krönlein (1847–1910), Chirurg
- Robert Gnehm (1852–1926), Chemiker
- Hermann Knecht (1893–1978), Maler
- Walter Knecht (1895–1985), Bildhauer, Plastiker, Maler
- Ernst Lieb (1898–1989), Politiker
- Hugo Boeschenstein (1900–1983), Grafiker
- Walter H. Schaad (1902–1990), Architekt
- Werner Schaad (1905–1979), Künstler
- Hildegard Urner-Astholz (1905–2001), Kunsthistorikerin
- Willi Koch (1909–1988), Maler, Zeichner und Grafiker
- Willy Guhl (1915–2004), Möbeldesigner, Produktgestalter und Innenarchitekt
- Mathias Gnädinger (1941–2015),  Schauspieler und Synchronsprecher
- Rico Wenger (1944–2002), Politiker
- Peter Heinzer (1945–2015), Grafiker und Kunstmaler, geboren in Stein am Rhein
- Peter Stoll (* 1963), Pflanzenökologe und Hochschullehrer
- Thomas Böhni (* 1964), Politiker

## Galerie

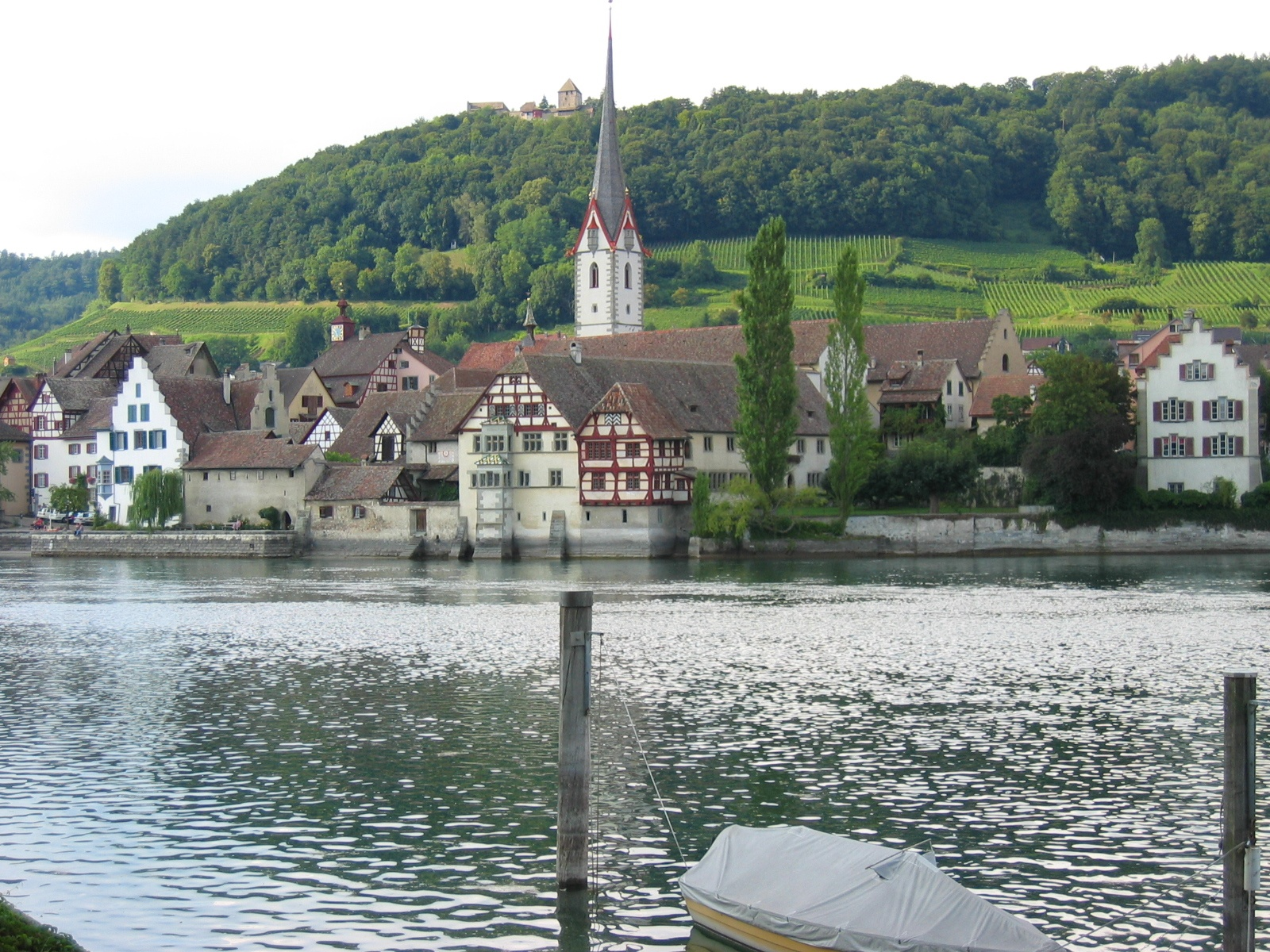
Stein am Rhein mit der Burg Hohenklingen im Hintergrund
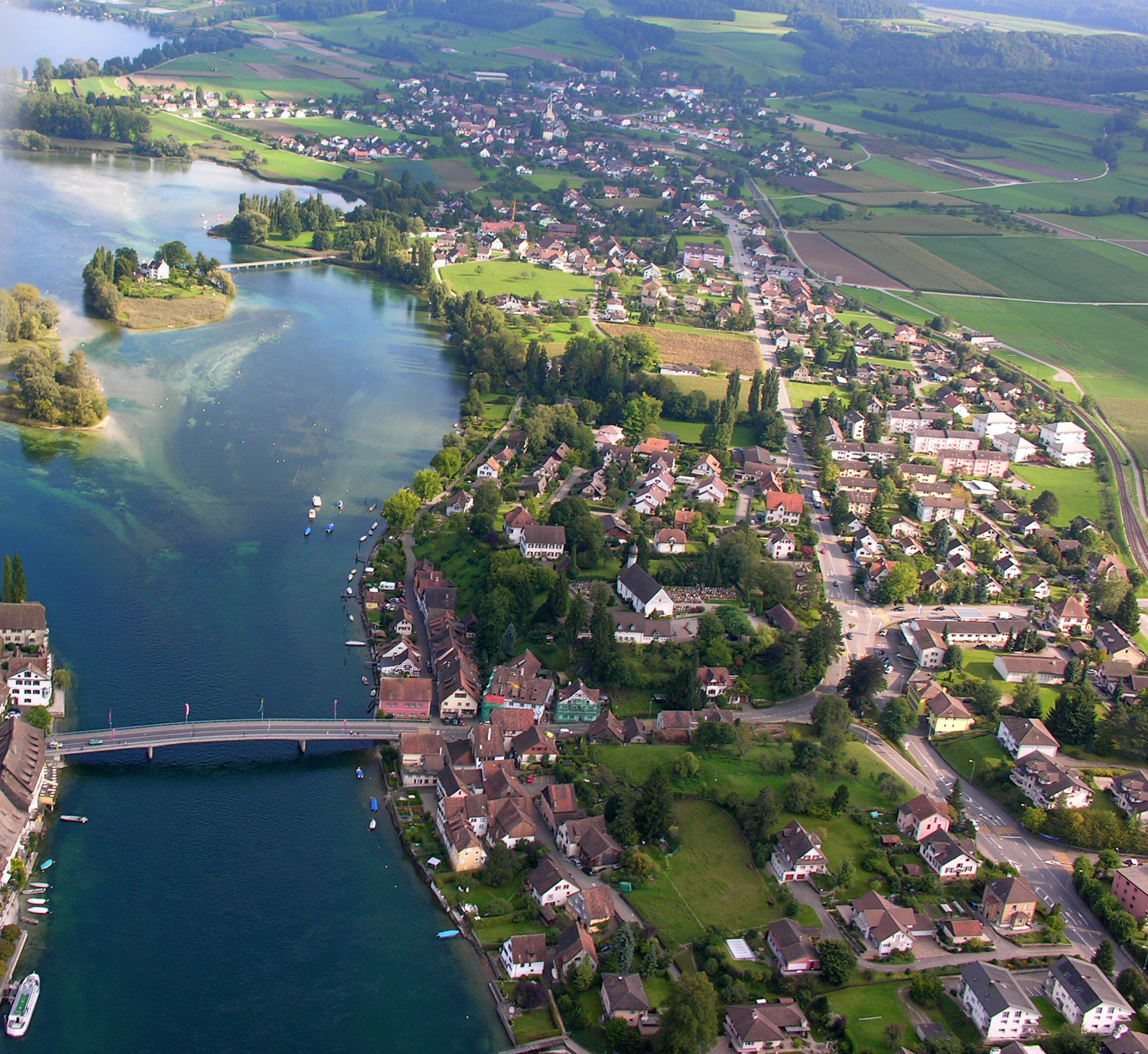
Stadtteil am linken Rheinufer
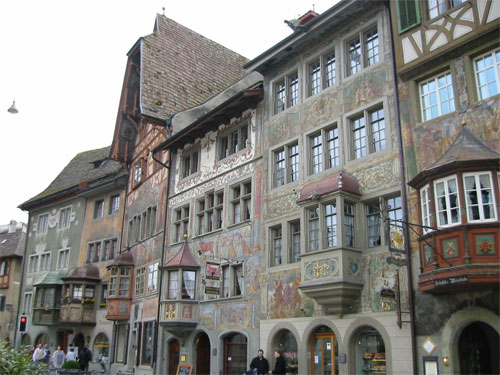
Häuserfassaden am Rathausplatz
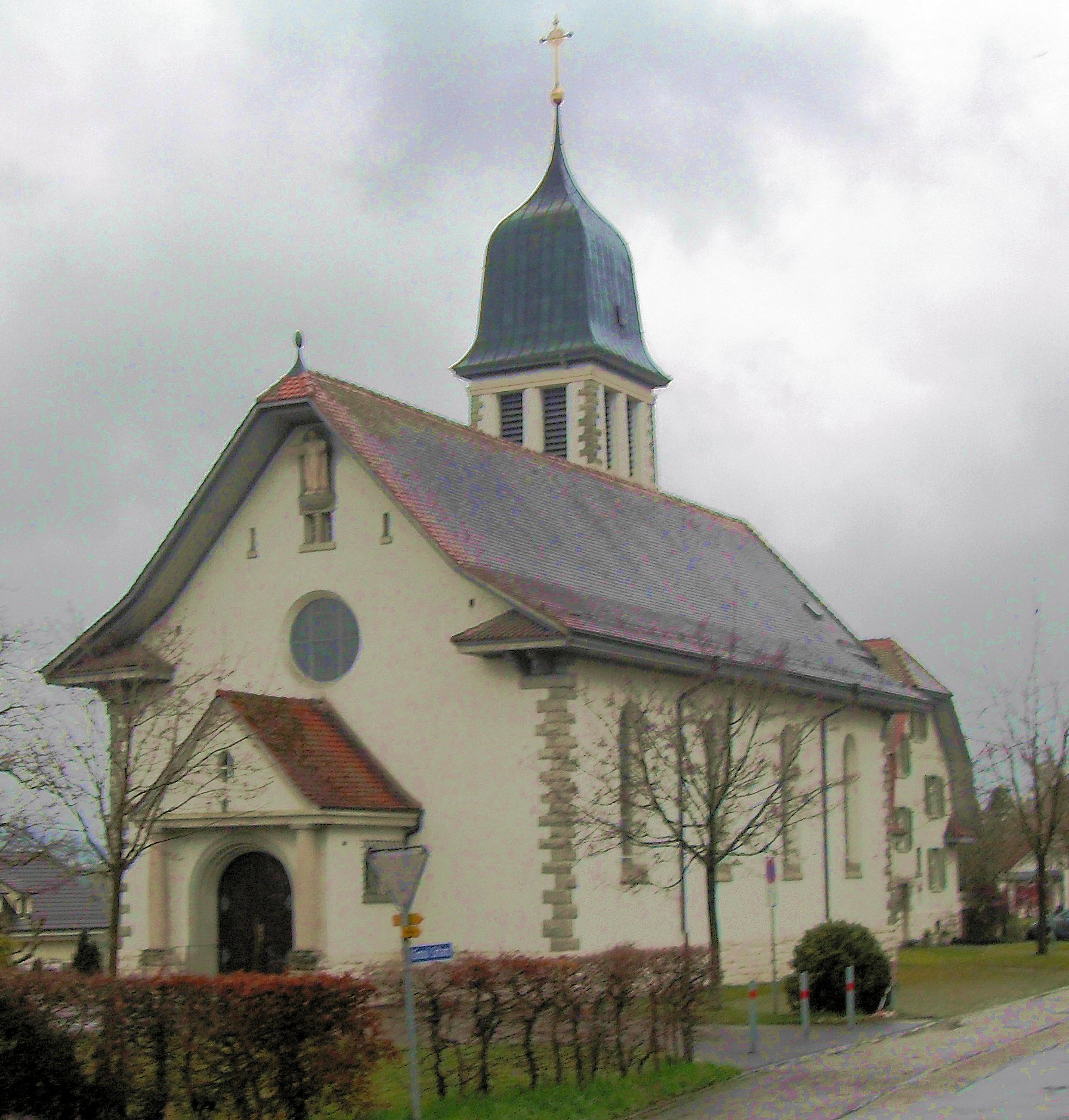
Herz-Jesu-Kirche
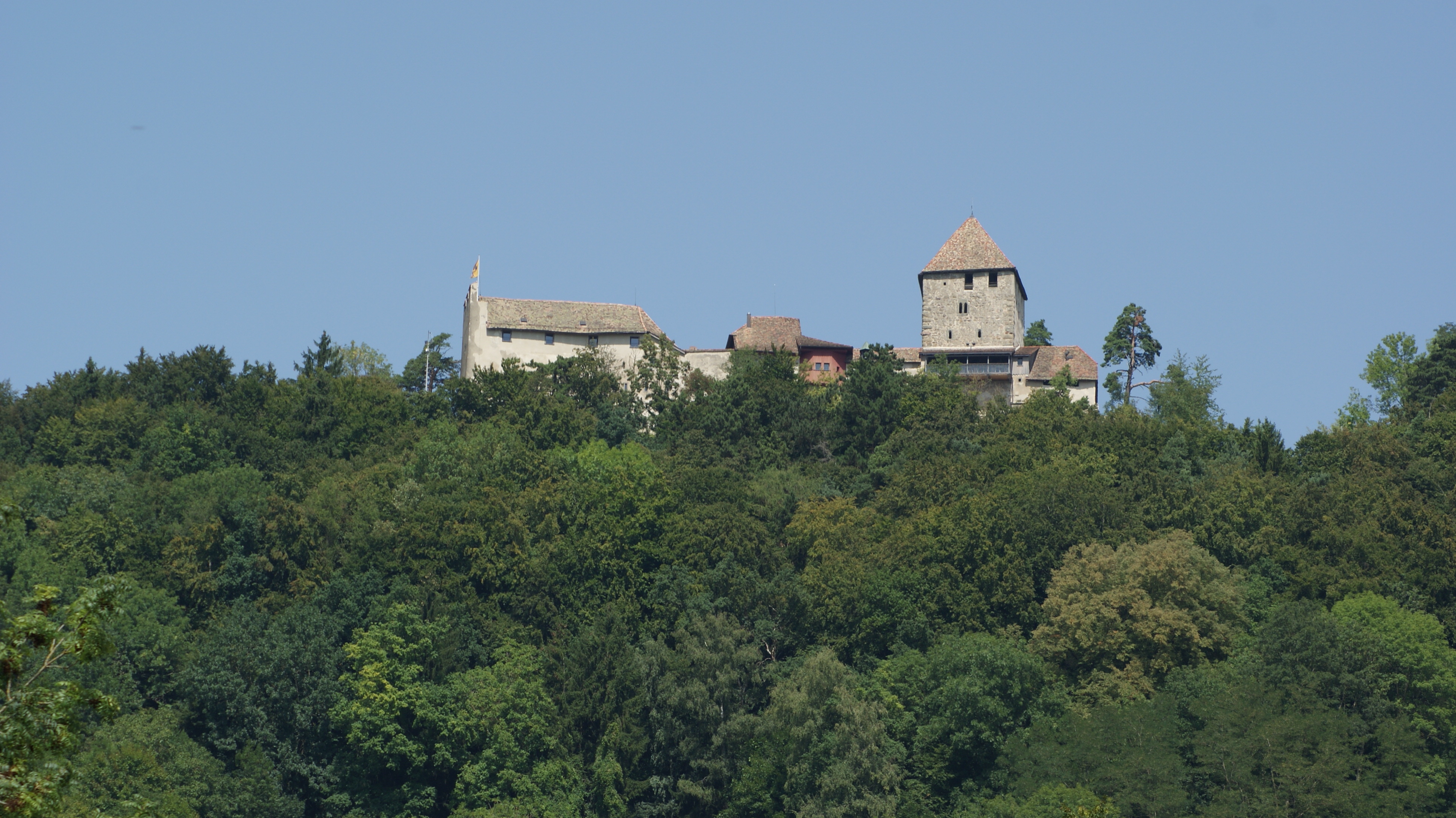
Burg Hohenklingen
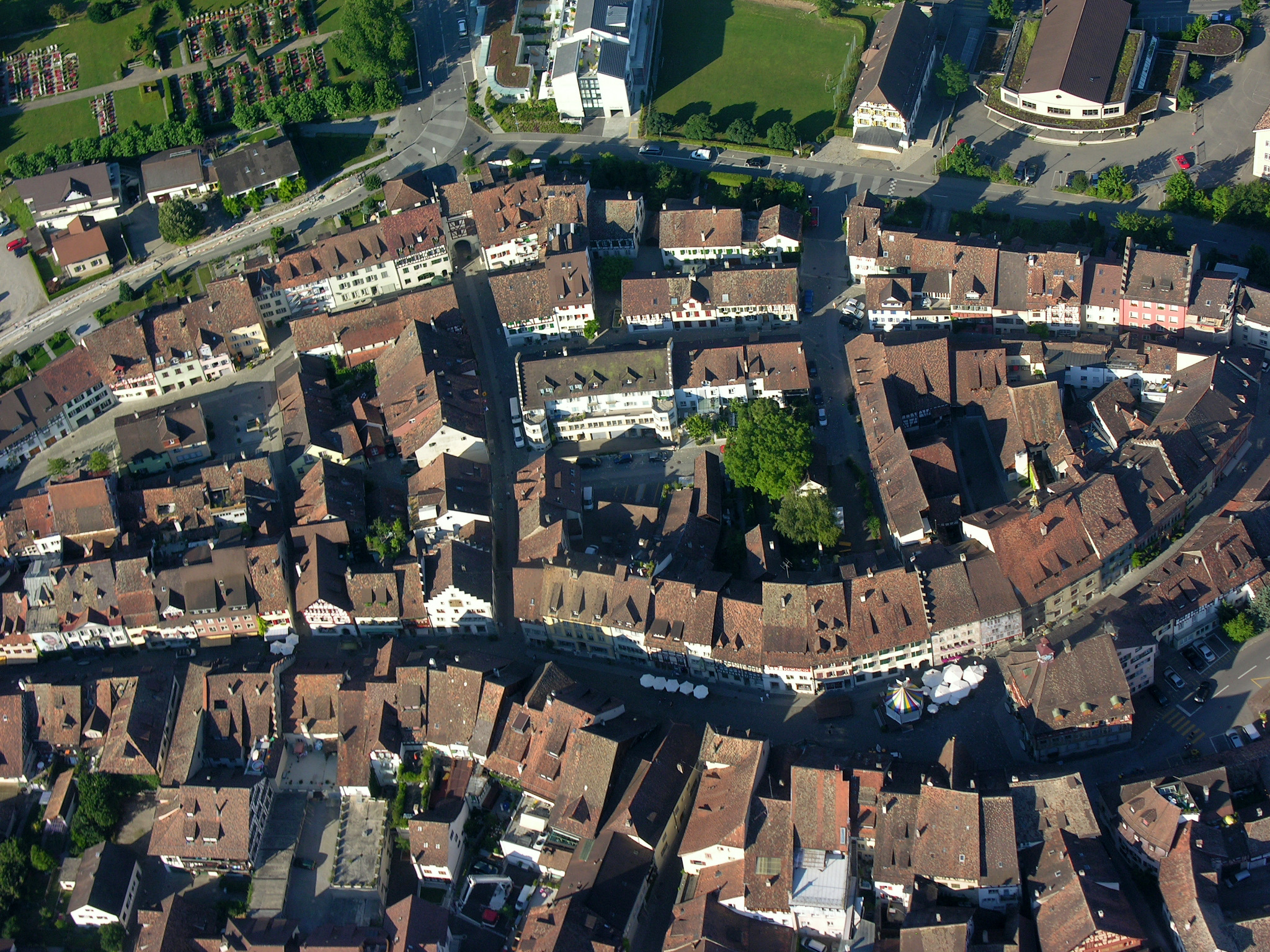
Luftbild 15. Juli 2008